# Harry Van Barneveld
Harry Van Barneveld (ur. 18 lutego 1967 w Amsterdamie) – belgijski judoka. Brązowy medalista olimpijski z Atlanty.
Zawody w 1996 były jego drugimi igrzyskami olimpijskimi, debiutował cztery lata wcześniej. Po medal sięgnął w wadze ciężkiej powyżej 95 kilogramów. Brał udział w igrzyskach w 2000. Sukcesy odnosił także w kategorii open. W 1997 i 1999 był brązowym medalistą mistrzostw świata i piąty w 1991 i 1995. Był złotym medalistą mistrzostw kontynentu w 1997 (ponadto zdobył po 5 srebrnych oraz brązowych medali) i wielokrotnym medalistą mistrzostw kraju, m.in. 11 razy zostawał mistrzem kraju seniorów. Złoty medalista wojskowych MŚ w 1989 i 1990. Trzeci na Igrzyskach dobrej woli w 1994 roku. Startował w Pucharze Świata w latach 1989, 1991–1993, 1995 i 1996–2000.